# 朱德义
朱德义（1963年12月—），黑龙江铁力人。汉族。1986年6月加入中国共产党。哈尔滨工业大学管理科学与工程专业毕业。
早年为伊春林业师专教师；1987年进入伊春市政府，历任伊春市政府办公室秘书；伊春市边贸公司合作部副经理；伊春市委组织部副科级组织员、正科级组织员；伊春市外事办科长；伊春市外贸总公司副总经理；伊春市外经委党组书记、副主任、主任；1997年任中共嘉荫县委副书记；隔年升任中共嘉荫县委书记；2001年兼任嘉荫县人大常委会主任；2002年调任黑龙江省贸促会副会长、党组成员；2004年任黑龙江省招商局副局长、党组成员；2009年升任黑龙江省商务厅副厅长、党组成员；同年7月任中共鸡西市委副书记、市长。2013年，被选为第十二届全国人民代表大会黑龙江地区代表。2013年4月，辞去中共鸡西市委副书记、常委、委员职务，不再担任市长职务。2014年1月20日，因涉嫌严重违纪，被黑龙江省第十二届人大常委会第九次会议罢免第十二届全国人民代表大会代表职务。2014年11月，中共黑龙江省委十一届五次全会上，朱德义被给予留党察看一年处分。 
2022年7月25日，因涉嫌严重违纪违法，接受纪律审查和监察调查。